# Campionatele Mondiale de biatlon
Campionatele Mondiale de biatlon reprezintă o competiție anuală organizată de Uniunea Internațională de Biatlon începând cu anul 1958. Inițial, competiția s-a desfășurat doar cu prezență masculină. Din 1984, a apărut și o competiție feminină, iar din 1989, ambele sexe participă la aceeași competiție. Competiția are loc în februarie sau începutul lunii martie. Întrecerile nu se desfășoară în anul Jocurilor Olimpice de iarnă. Însă în acei ani se organizează o ediție scurtată a Campionatelor Mondiale, cu probele care nu fac parte din programul olimpic.
România a câștigat o singură medalie în istoria competiției, un argint obținut de Gheorghe Gârniță în 1974, la Minsk, în prima individuală, 20 km.
Cei mai titrați biatloniști din istorie sunt norvegienii Johannes Thingnes Bø, cu 23 de medalii de aur, 43 în total, și Ole Einar Bjørndalen cu 20 de medalii de aur și 45 de medalii în total. La feminin, Marte Olsbu Røiseland a adunat cele mai multe titluri mondiale, 13.

## Edițiile Campionatelor Mondiale
- 1958  Saalfelden, Austria
- 1959  Courmayeur, Italia
- 1961  Umeå, Suedia
- 1962  Hämeenlinna, Finlanda
- 1963  Seefeld, Austria
- 1965  Elverum, Norvegia
- 1966  Garmisch-Partenkirchen, RFG
- 1967  Altenberg, RDG
- 1969  Zakopane, Polonia
- 1970  Östersund, Suedia
- 1971  Hämeenlinna, Finlanda
- 1973  Lake Placid, New York, Statele Unite
- 1974  Minsk, URSS
- 1975  Antholz-Anterselva, Italia
- 1976  Antholz-Anterselva, Italia (Sprint)
- 1977  Vingrom, Norvegia
- 1978  Hochfilzen, Austria
- 1979  Ruhpolding, RFG
- 1981  Lahti, Finlanda
- 1982  Minsk, URSS
- 1983  Antholz-Anterselva, Italia
- 1984  Chamonix, Franța (Feminin)
- 1985  Ruhpolding, RFG (Masculin) și  Egg am Etzel, Elveția (Feminin)
- 1986  Oslo, Norvegia (Masculin) and  Falun, Suedia (Feminin)
- 1987  Lake Placid, New York, Statele Unite (Masculin) and  Lahti, Finlanda (Feminin)
- 1988  Chamonix, Franța (Feminin)
- 1989  Feistritz an der Drau, Austria
- 1990  Minsk, URSS;  Oslo, Norvegia și  Kontiolahti, Finlanda
- 1991  Lahti, Finlanda
- 1992  Novosibirsk, Rusia (Echipe)
- 1993  Boroveț, Bulgaria
- 1994  Canmore, Canada (Echipe)
- 1995  Antholz-Anterselva, Italia
- 1996  Ruhpolding, Germania
- 1997  Brezno-Osrblie, Slovacia
- 1998  Pokljuka, Slovenia (Pursuit) și  Hochfilzen, Austria (Echipe)
- 1999  Kontiolahti, Finlanda și  Oslo, Norvegia
- 2000  Oslo, Norvegia și  Lahti, Finlanda
- 2001  Pokljuka, Slovenia
- 2002  Oslo, Norvegia (Start în bloc)
- 2003  Hantî-Mansiisk, Rusia
- 2004  Oberhof, Germania
- 2005  Hochfilzen, Austria și  Hantî-Mansiisk, Rusia (Ștafeta mixtă)
- 2006  Pokljuka, Slovenia (Ștafeta mixtă)
- 2007  Antholz-Anterselva, Italia
- 2008  Östersund, Suedia
- 2009  Pyeongchang, Coreea de Sud
- 2010  Hantî-Mansiisk, Rusia (Ștafeta mixtă)
- 2011  Hantî-Mansiisk, Rusia
- 2012  Ruhpolding, Germania
- 2013  Nové Město na Moravě, Cehia
- 2015  Kontiolahti, Finlanda
- 2016  Oslo, Norvegia
- 2017  Hochfilzen, Austria
- 2019  Östersund, Suedia
- 2020  Antholz-Anterselva, Italia
- 2021  Pokljuka, Slovenia
- 2023  Oberhof, Germania
- 2024  Nové Město na Moravě, Cehia
- 2025  Lenzerheide, Elveția

Viitoare:
- 2027  Otepää, Estonia
- 2028  Hochfilzen, Austria
- 2029  Oslo, Norvegia